# Тавричанка (Альшеевский район)
Тавричанка (баш. Тавричанка) — село в Кызыльском сельсовете муниципального района Альшеевский район Республики Башкортостан России.

## История
Основано в 1900 г. переселенцами из Таврической губернии в Белебеевском уезде как посёлок Таврическое товарищество. С образованием в начале 1930-х гг. Тагировского (впоследствии Кызыльского) совхоза фиксируется как посёлок Центральной усадьбы Кызыльского совхоза.
С конца 1950-х гг. носит современное название. 
В 2005 году сменился статус: посёлок Тавричанка стал селом.
Статус село посёлок приобрёл согласно Закону Республики Башкортостан от 20 июля 2005 года N 211-з «О внесении изменений в административно-территориальное устройство Республики Башкортостан в связи с образованием, объединением, упразднением и изменением статуса населенных пунктов, переносом административных центров», ст.1

5. Изменить статус следующих населенных пунктов, установив тип поселения - село:

...

3) в Альшеевском районе:

а) поселка Демского отделения Раевского совхоза Кармышевского сельсовета;

б) поселка санатория имени Чехова Воздвиженского сельсовета;

в) поселка сельхозтехникума Аксеновского сельсовета;

г) поселка Тавричанка Кызыльского сельсовета;

д) поселка совхоза "Шафраново" Нижнеаврюзовского сельсовета;

## Население
| 2002 | 2009 | 2010 |
| ---- | ---- | ---- |
| 734  | ↘730 | ↘635 |

Согласно переписи 2002 года, преобладающие национальности: русские (35 %), башкиры (27 %).

## Географическое положение
Расстояние до:
- районного центра (Раевский): 58 км,
- ближайшей железнодорожной станции (Раевка): 58 км.

## Инфраструктура
Центральная усадьба ООО «Агрофирма “Тавричанка”». Есть средняя школа, детский сад, врачебная амбулатория, библиотека.